# Stanisław Ignacy Witkiewicz

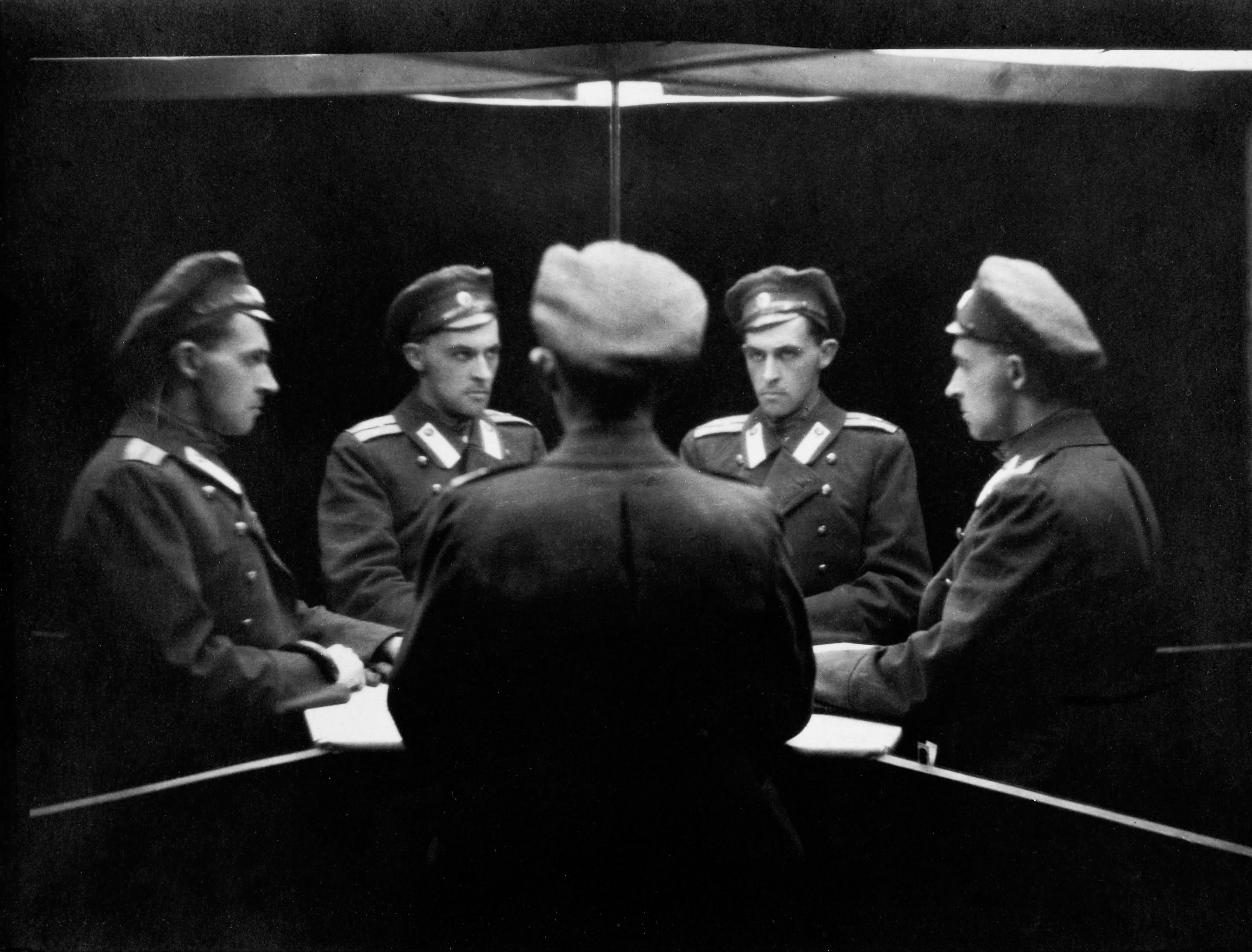
Múltiplos auto-retratos no espelho. São Petersburgo, 1915–1917

Stanisław Ignacy Witkiewicz (Varsóvia, 24 de fevereiro de 1885 - Jeziory (Velyki Ozera), 18 de setembro de 1939), de nome artístico "Witkacy" - um jogo com seu sobrenome, foi um dramaturgo, romancista, pintor, fotógrafo, e filósofo da arte polonês. Amigo de infância do fundador da antropologia cultural, Malinowski, participa inicialmente com este da expedição a Austrália, atuando como pintor, fotógrafo e secretário.

 Foi oficial do Exército Russo durante a primeira Guerra Mundial. Elaborou o conceito de "forma pura" na arte e é um dos mais traduzidos autores poloneses. Witkiewicz comete suicídio quando foge da invasão do exército vermelho à Polônia em 18 de setembro de 1939, Jeziory hoje é parte da Ucrânia.

## Witkiewicz em português

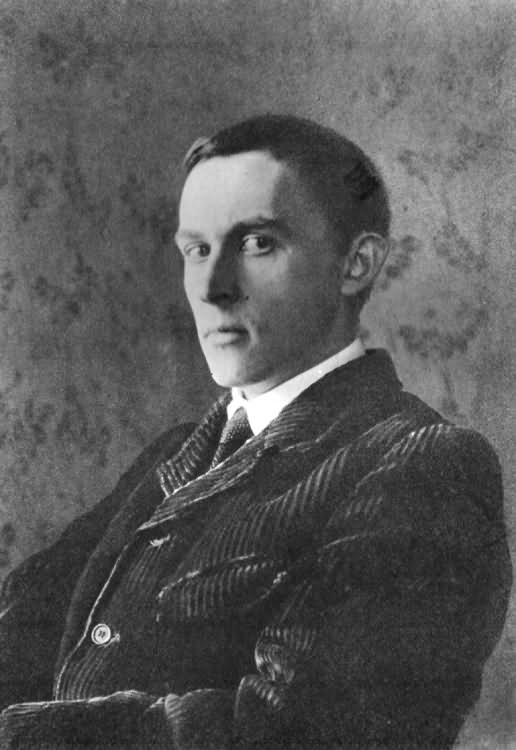
Stanisław Ignacy Witkiewicz

Camargo descreve a recepção do trabalho de Witkiewicz em português (Revista Karpa 5.1~5.2, 2012):
| “ | Witkiewicz (...) foi uma das principais figuras do teatro polonês e da chamada vanguarda europeia no início do século passado, antecipando o teatro que chamariam teatro “do absurdo” (no período pós segunda guerra) e a vanguarda norte-americana dos anos sessenta, como bem registra o crítico polonês Jan Kott (1914-2001). Witkiewicz nunca foi (...) encenado em nossa língua. Uma única vez, e em francês, tentou-se mostrar sua obra, (...) proibida pela censura salazarista. Martin Esslin o considera uma das maiores figuras da vanguarda europeia do século XX. ("A Forma Pura no Teatro". in Karpa 2012.) | ” |

Há apenas uma tradução ao português das peças teatrais de Witkiewicz, realizada por Luís Francisco Rebelo, do texto "A Mãe", publicado pela editora Prelo, em 1972. Natálie Bartošová, em sua dissertação de mestrado (2011) sobre a trajetória do diretor teatral português Luiz Francisco Rebello (Masarykova Univerzita), descreve a encenação proibida: "em 1971 Rebello recebeu um convite para chefiar a Companhia do Teatro Municipal no Teatro de São Luis. (...) entretanto a sua actuação nesta posição demorou apenas alguns meses, porque quando a censura impediu a representação da "Mãe" de Witkiewicz designando a peça como uma apologia da droga, o director (então) apresentou a demissão...” (Natálie Bartošová. As peças existenciais de Luiz Francisco Rebello, 2011, Masarykova Univerzita.)

## Trabalhos
- Pisma filozoficzne i estetyczne. Voll. I-IV, PWN, Warszawa, 1974-1978
- Bez kompromisu. Pisma krytyczne i publicystyczne, a cura di J. Degler, PIW, Warszawa, 1976.
- Dziela wybrane, 5 voll. [opere narrative e teatrali], PIW, Warszawa, 1985,

### Crítica
- Nowe formy w malarstwie (1919), traduzido ao inglês como New Forms in Painting and the Misunderstandings Arising Therefrom (in The Witkiewicz Reader, Quartet, 1993)
- Szkice estetyczne (Aesthetic Sketches, 1922)
- "Teatr. Wstęp do teorii Czystej Formy w teatrze", 1923

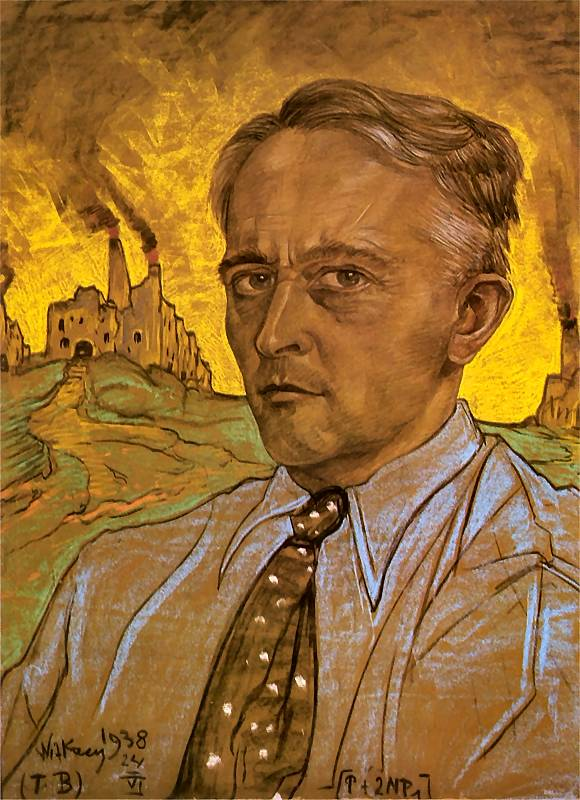
Auto-retrato 1938
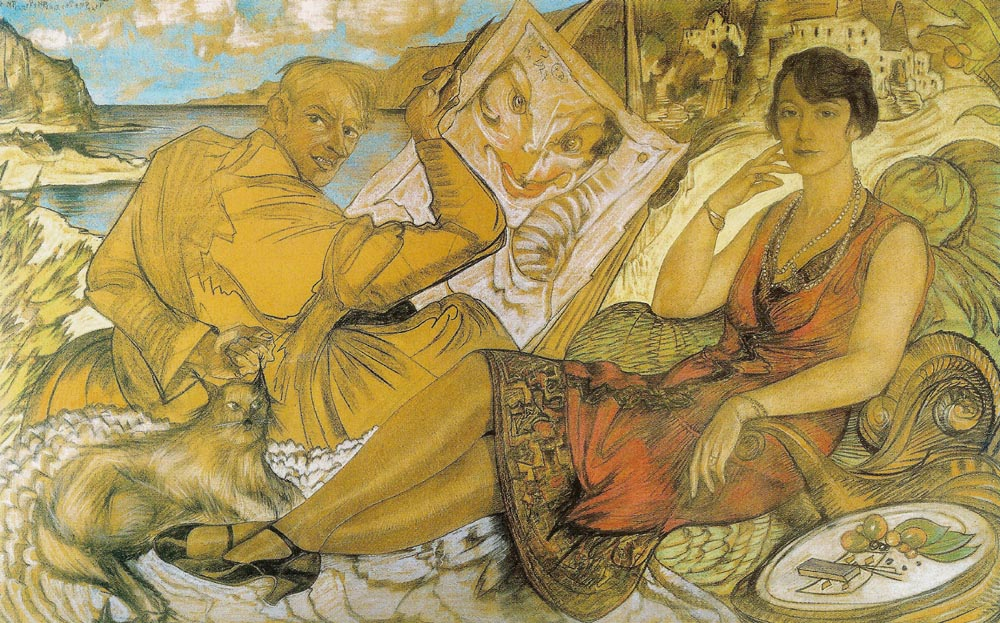
Auto-retrato com Mrs. Maryla Grosmanowa 1927
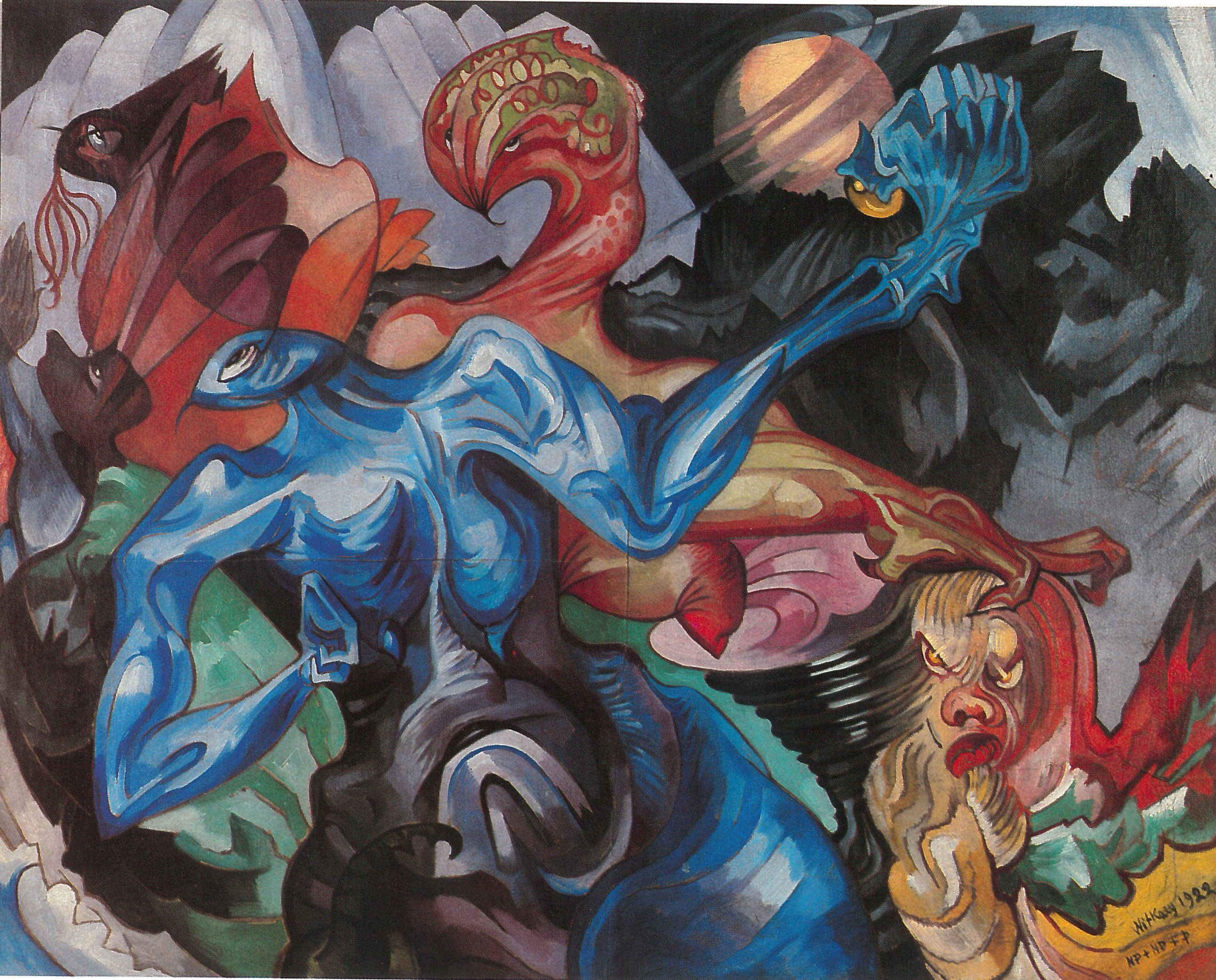
Composição 1922
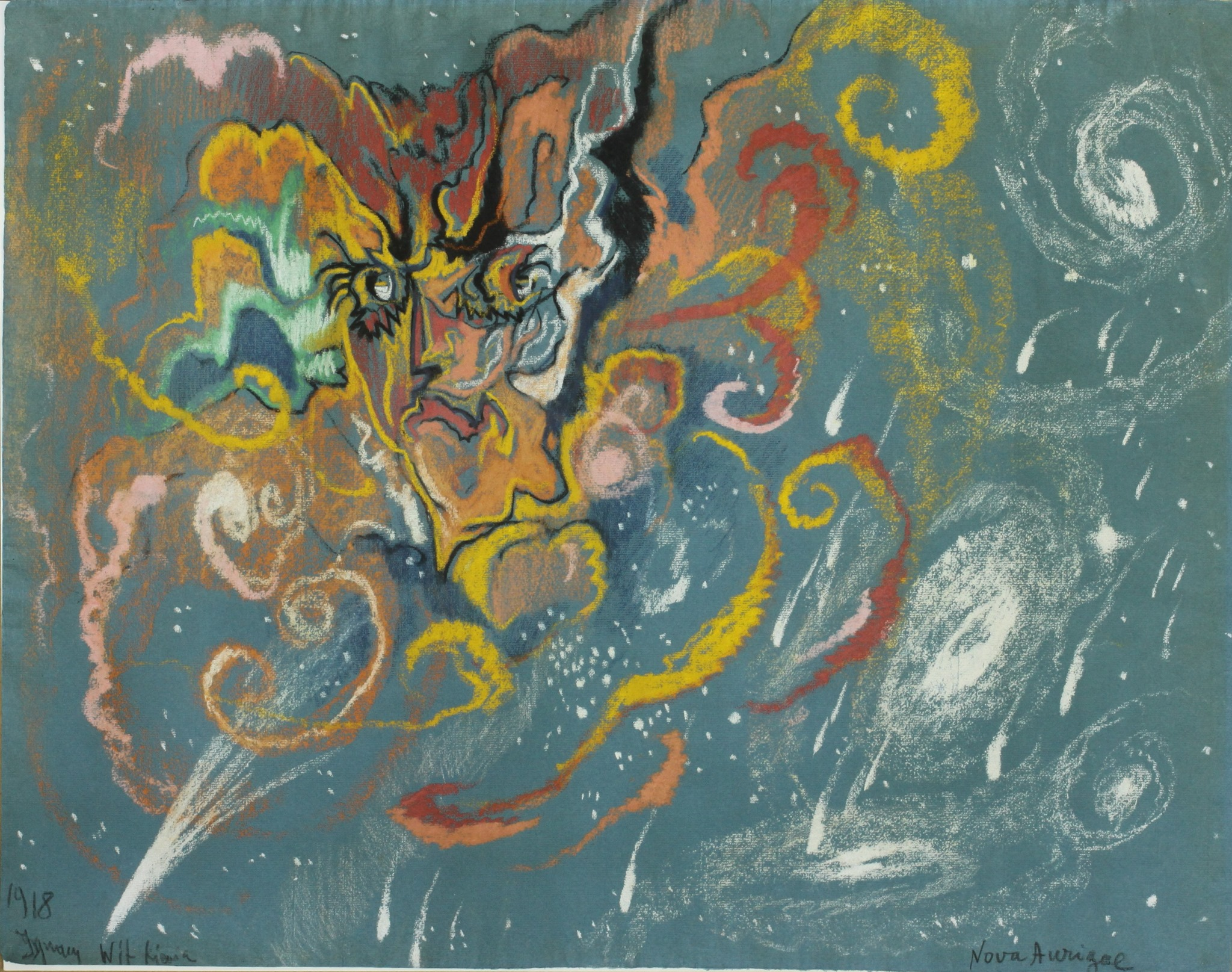
Nova Aurigae 1918

### Romances
- 622 Upadki Bunga czyli demoniczna kobieta (1911) traduzido parcialmente ao inglês como The 622 Downfalls of Bungo or The Demonic Woman (in The Witkiewicz Reader)
- Pożegnanie jesieni (1927) traduzido parcialmente ao inglês Farewell to Autumn (in The Witkiewicz Reader)
- Nienasycenie (1930) traduzido ao inglês como Insatiability (Quartet Encounter, 1985)

### Dramaturgia
- Maciej Korbowa i Bellatrix (Maciej Korbowa and Bellatrix)(1918)
- Pragmatyści (1919) (traduzido ao inglês como The Pragmatists)
- Mister Price, czyli Bzik tropikalny (1920) (traduzido ao inglês como Mr Price, or Tropical Madness)
- Tumor Mózgowicz (1920) (traduzido ao inglês como Tumor Brainiowicz)
- Nowe wyzwolenie (1920) (traduzido ao inglês como The New Deliverance)
- Oni (1920) (traduzido ao inglês como as They)
- Panna Tutli-Putli (1920) (Miss Tootli-Pootli)
- W małym dworku (1921) (ttraduzido ao inglês como Country House)
- Niepodległość trójkątów (1921) (traduzido ao inglês como The Independence of Triangles)
- Metafizykja dwugłowego cielęcia (1921) (traduzido ao inglês como Metaphysics of a Two-Headed Calf)
- Gyubal Wahazar, czyli Na przełęczach bezsensu (traduzido ao inglês como Gyubal Wahazar, or Along the Cliffs of the Absurd: A Non-Euclidean Drama in Four Acts) (1921)
- Kurka Wodna (1921) (traduzido ao inglês como The Water Hen)
- Bezimienne dzieło (1921) (traduzido ao inglês como The Anonymous Work: Four Acts of a Rather Nasty Nightmare)
- Mątwa (1922) (traduzido ao inglês como The Cuttlefish, or The Hyrcanian World View)
- Nadobnisie i koczkodany, czyli Zielona pigułka (1922) (traduzido ao inglês como Dainty Shapes and Hairy Apes, or The Green Pill: A Comedy with Corpses)
- Jan Maciej Karol Wścieklica (1922) (traduzido ao inglês como Jan Maciej Karol Hellcat)
- Wariat i zakonnica (1923) (traduzido ao inglês como The Madman and the Nun)
- Szalona lokomotywa (1923) (traduzido ao inglês como The Crazy Locomotive)
- Janulka, córka Fizdejki (1923) (traduzido ao inglês como Janulka, Daughter of Fizdejko)
- Matka (1924) traduzido ao inglês como The Mother (in The Mother & Other Unsavoury Plays, Applause, 1993). Há tradução ao português por Luís Francisco Rebelo.
- Sonata Belzebuba (1925) (traduzido ao inglês como The Beelzebub Sonata)
- Szewcy (1931–34)traduzido ao inglês como The Shoemakers (in The Mother & Other Unsavoury Plays, Applause, 1993)

## Espanhol
- Insaciabilidad. Barcelona, Barral Editores, 1973.
- Comedia repugnante de una madre. Madrid, Editorial Fundamentos, 1973.
- La gallina acuática: tragedia esférica en tres actos. Madrid, Editorial Fundamentos, 1975.
- La nueva liberación, El loco y la monja. Madrid, Editorial Fundamentos, 1976.
- Adiós al otoño. Madrid, Anaya & Mario Muchnik, 1993.
- Narcóticos. Valencia, Circe Ediciones, 1994.
- Las 622 caídas de Bungo o la mujer diábolica. Barcelona, Ediciones Destino, 2002.
- El loco y la monja. Vigo, Maldoror ediciones, 2009.
- La nueva liberación. Vigo, Maldoror ediciones, 2009.
- La locomotora loca. Vigo, Maldoror ediciones, 2009.

## Italiano

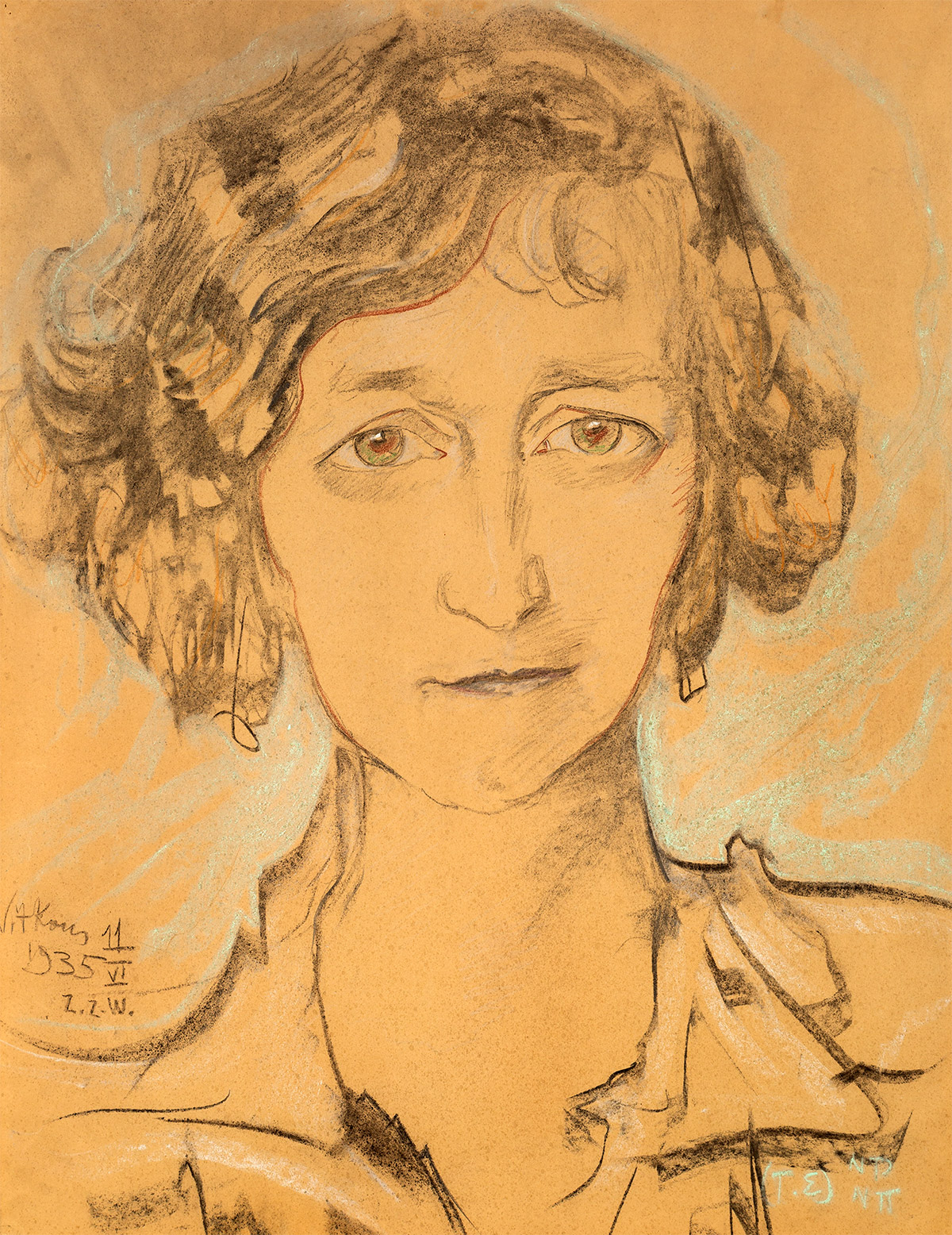
Retrato de Zofia Romer. Stanislaw Ignacy Witkiewicz (1935)

- Teatro, a cura di L. Trezzini, Tindalo, Roma, 1969.
- Teatro I, De Donato, Bari, 1969
- Addio all'autunno [romanzo], Mondadori, Milano, 1969.
- Insaziabilità, cura di A.M. Raffo, De Donato, Bari 1970 (2ª ed. Garzanti, Milano ***)
- Teatro, vol. I, Bulzoni, Roma, 1979.
- Teatro, vol. II, Bulzoni, Roma 1980

## Francês
- Les formes nouvelles en peinture, L'Age d'Homme, Lousanne 1979.
- Witkiewicz et la philosophie, Textes rassemblés par B. Michalski, Cahier Witkiewicz No 5, L'Age d'Homme, Lousanne 1984

## Inglês
- Concepts and theorems implied by the concept of being,"Dialectics and Humanism", 2, 1985, pp. 5-23.
- Thoughts, "Dialectic and Humanism, 2, 1985, pp. 161-8.
- The Witkiewicz Reader, D. Gerould ed., Northwestern Univ Pr., Evanston, Ill., 1992.

## Artigos sobre Witkacy
inglês
- AA.VV., The Polish Review [Numero monografico dedicato a Witkiewicz], XVIII, 1-2 1973
- Bartyzel, Jacek, "Antinomic theatre and pure form", Dialectic and Humanism, 2, 1985 pp. 139-52
- Sandauer, Artur, "Art after the death of art", Dialectic and Humanism, 2, 1985, pp. 117-138.
- Micinska, Annan "At the roots of pure form", Dialectic and Humanism, 2 ,1985, pp. 153-160.
- Ingarden, Roman, "Reminiscences of Stanilsaw Ignacy Witkiewicz", Dialectic and Humanism, 2, 1985, pp. 53-9
- Leszczynski, Jan "Stanislaw Ignacy Witkiewicz's theory of art", Dialectic and Humanism, 2 ,1985, pp. 61-5
- Rudzinski, Roman, "The axiology of Stanislaw Ignacy Witkiewicz", Dialectic and Humanism, 2, 1985, pp. 67-83
- Kotarbinski, Tadeusz, "The philosophy of Stanislaw Ignacy Witkiewicz", Dialectic and Humanism, 2 ,1985, pp. 45-52
- Soko, Leon, "'The shoemakers', a totally grotesque world", Dialectic and Humanism, 2, 1985, pp. 101-116
- Degler, Janusz, "Witkacy's theory of theatre", Dialectic and Humanism, 2, 1985, pp. 85-99
- Dorczak, Anita, "S.I. Witkiewicz as an avant-gard writer", Australian Slavonic and East European Studies, 4, 1-2 ,1990
- Kiebuzinska, Christine, "Witkacy: the metaphysical theater of pure form", Slavic and East European Studies, vol. 6, n. 2, 1990
- Sarna, Jan W., "Stanisaw Ignacy Witkiewicz", Dialectics and Humanism, 3, 1975, pp.183-95
- Gerould, Daniel, Witkacy: A Critical Study of Stanislaw Ignacy Witkiewicz As an Imaginative Writer, Univ. of Washington Pr., Washington, 1980.
- Michalski, Bohdan K., "A system of general ontology, or Stanisaw Ignacy Witkiewicz's universal science of being", Dialectic and Humanism, 2, 1985, pp. 169-90
- Goldfarb, David A., "Masochism and Catastrophe in Witkiewicz's Insatiability", Polish Review, vol. 37, n. 2, 1992
- Kiebuzinska, Christine, "Witkacy's theory of pure form: change, dissolution and uncertainty", South Atlantic Review, viol. 58, n. 4, 1993

francês
- van Crugten, Alain S.I., Witkiewicz. Aux sources d'un théâtre nouveau, Ed. l'Age d'Homme, Lousanne 1971.
- Marchesani, Pietro, "Momenti e aspetti della fortuna di S.I. Witkiewicz" Aevum, 49, 1-2 1974, pp.160-82

italiano
- Raimondo, Mario, "Vitrac e Witkiewicz. Eroici campioni delle avanguardie storiche", Il Dramma, 10, 1970, pp. 69-75
- Winkler, Konrad, "Witkiewicz - pittore nel delirio di Gauguin", Il Dramma, 10, 1970, pp. 55-9
- Tomassucci, Giovanna, "S.I. Witkiewicz: l'ontologia in forma di romanzo", Rivista di Letterature Moderne e Comparate, XXXV, 3, 1982, pp. 243-56.
- Tomassucci, Giovanna, "La fortuna di S.I. Witkiewicz in Italia (Riflessioni in margine a una bibliografia ragionata).
- Bibiografia Italiana di S.I. Witkiewicz. Traduzioni e contributi critici Marchesani (a cura di), La letteratura polacca contemporanea in Italia. Itinerari di una presenza La Fenice ed. Roma 1994, pp. 137-170

polonês
- AA.VV., Studia o Witkiewiczu, Warszawa 1972 .
- Sarna, Jan W., Filozofia Stanisawa Ignacego Witkiewicza, Kielce 1978
- Michalski, Bohdan, Polemiki filozoficzne Stanisawa Ignacego Witkiewicza, PIW Warszawa 1979.
- Morszczynski, W., Logika a ontologia w systemie filozoficznym Stanislawa Ignacego Witkiewicza, Kraków 1980.
- Soin, Maciej, Filozofia Stanisawa Ignacego Witkiewicza, Monografie FNP, Wroclaw 1995

1. ↑  Journal of Czesława Oknińska, quoted in: Gerould, Daniel Charles; Witkiewicz, Stanisław Ignacy (1992). «Part 5: Philosophy and Suicide, 1931-1939». The Witkiewicz Reader. [S.l.]: Northwestern University Press. p. 275. ISBN 978-0-8101-0994-0. Consultado em 22 de novembro de 2009

- Bartošová, Natálie. As peças existenciais de Luiz Francisco Rebello, 2011, Masarykova Univerzita, dissertação de mestrado.
- Camargo, Robson. A Forma Pura no Teatro. A Teatralização do Mundo Segundo Witkacy (1885-1939). Revista Karpa 2012.
- Camargo, Robson. A Teatralização do Mundo Segundo Witkacy (1885-1939): um artista da forma nas margens do seu tempo. Revista Moringa, UFPB v. 4, n. 1 (2013)
- Witkiewicz, Stanislas; Rebelo, Luís Francisco. A Mãe e o Processo do Espetáculo Anulado. Lisboa: Prelo, 1972. 247 págs. Broch
- Siewierski, Henryk. História da Literatura Polonesa. Brasília: UNB, 2000. 243 págs.

inglês
- Boxer, Sarah "A Polish Satirist Obsessed with Identity". New York Times, 24 April 1998
- Coniglione, F.  Polish Philosophy Page: Stanisław Ignacy Witkiewicz, at the Internet Archive
- Gerould, Daniel. Witkacy: Stanisław Ignacy Witkiewicz as an Imaginative Writer (University of Washington Press, 1981)
- Halina Florynska-Lalewicz, Monika Mokrzycka-Pokora, Irena Kossowska, Stanisław Ignacy Witkiewicz (Witkacy) at culture.pl
- Stanislaw Ignacy Witkiewicz bibliografia e biografia